# 蹇达
蹇達（1542年—1608年），字汝上，號理庵，四川重慶衛官籍，明朝政治人物。

## 生平
嘉靖四十一年（1562年）壬戌科進士出身。授颍上县知縣，移祥符，擢礼部祠郎，出使郑藩，稍遷儀司员外郎，出为山东僉事，备兵曹濮，左遷知平定州，歷官皖郡丞（安庆府同知），万历三年（1575年）擢拔為平阳知府。三年入计，擢山西副使，改山东督学，升本省右參政，擢湖廣按察使，备兵蘇松。尋以僉都御史巡撫順天。入为大理寺卿，擢户部右侍郎，俄转左，改兵部侍郎，官至右都御史兼兵部右侍郎，总督薊、辽、昌平、保定四镇军事。回籍守制，以拾遗听勘。三十年起原官，累赏军功，升兵部尚书，加太子太保，三十六年七月卒于官，年六十七。

## 家族
曾祖蹇洪，祖蹇廷相，父蹇來譽，母王氏（封宜人）。